# Hrašče (Postojna, Slovenija)
Hrašče je naselje u slovenskoj Općini Postojni. Hrašče se nalazi u pokrajini Notranjskoj i statističkoj regiji Notranjsko-kraškoj. 

## Stanovništvo
Prema popisu stanovništva iz 2002. godine naselje je imalo 351 stanovnika.